# Historia kolei na ziemiach polskich

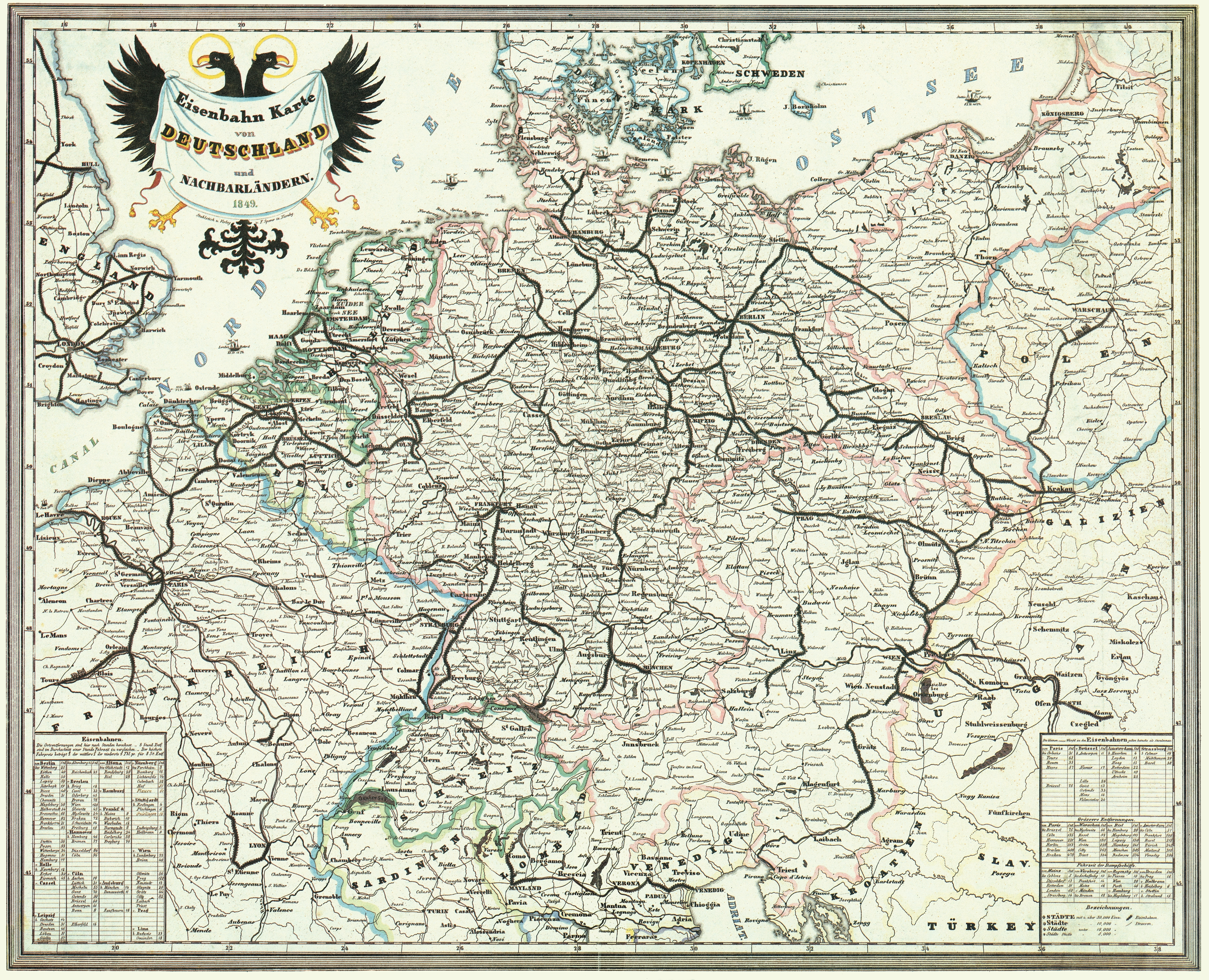
Linie kolejowe na ziemiach polskich w 1849 r.

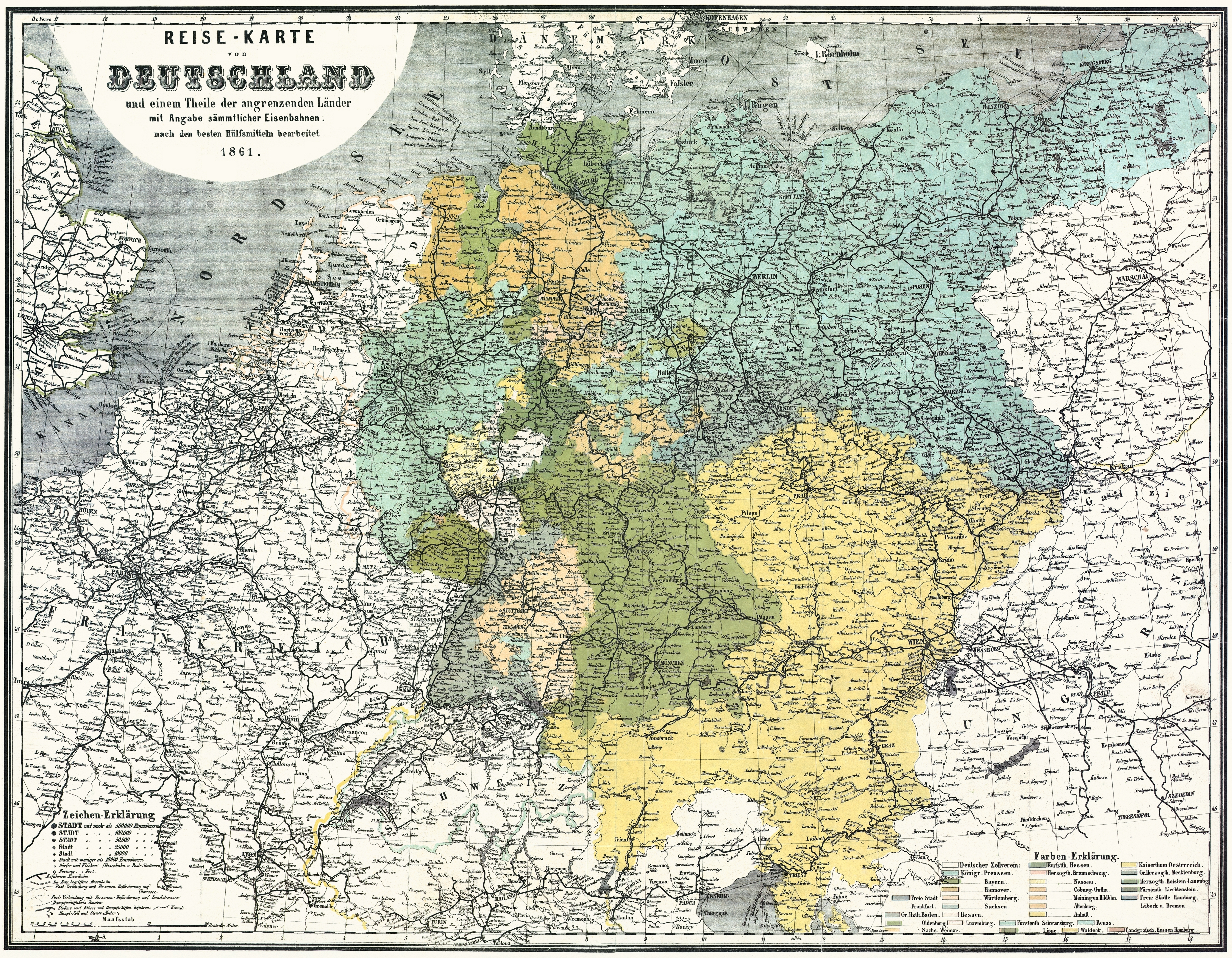
Linie kolejowe na ziemiach polskich w 1861 r.

Historia kolei na ziemiach polskich – pierwsza publiczna linia kolejowa powstała w 1825 r. w Anglii, w ciągu kilkunastu następnych lat w wielu państwach europejskich oraz Stanach Zjednoczonych zaczęły pojawiać się nowe linie.

## Początki

### Prusy
Pierwsza linia kolejowa na ziemiach polskich, w obecnych granicach, została otwarta 22 maja 1842. Linia ta łączyła Wrocław z Oławą. W tym samym roku linia została przedłużona do Brzegu. W 1843 r. kolej żelazna docierała już do Opola.
Druga połowa lat 40. XIX wieku przyniosła wielki rozwój kolei na Dolnym Śląsku. Linie te służyły przede wszystkim do transportu węgla kamiennego ze śląskich kopalń w głąb Niemiec.
Nieco później kolej zaczęła się rozwijać na Pomorzu i w Wielkopolsce. W 1843 została oddana do użytku linia łącząca Szczecin ze stolicą państwa – Berlinem. W latach 1846–1848 powstawała linia do Poznania.

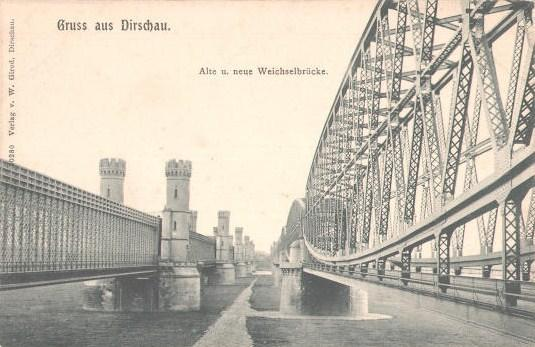
Mosty na Wiśle w Tczewie, ok. 1900 r.

W latach 50. nastąpił wielki rozwój kolei na Pomorzu, związany z budową magistrali łączącej Berlin z Królewcem. W 1851 r. powstała linia łącząca Krzyż z Bydgoszczą. W 1852 linia sięgała przez Tczew do Gdańska. Równolegle powstała linia po drugiej stronie Wisły. Jednakże samo przekroczenie Wisły przez kolej, ze względu na bliskość Rosji na południu lub konieczność budowy wielkich budowli inżynieryjnych na północy, było bardzo trudne. Ostatecznie most na Wiśle powstał w Tczewie, w 1857 r. jako most drogowo-kolejowy. Wówczas był on najdłuższy w Europie.
W 1856 r. powstała linia łącząca Poznań z Wrocławiem, co umożliwiło sprawniejsze połączenie Wrocławia z portami morskimi. Wówczas to wymieniona wcześniej trasa z Poznania do Warszawy znacznie się skróciła. W 1857 została ukończona magistrala na odcinku Krzyż – Berlin. Wówczas to kolej dotarła do 10. z obecnych miast wojewódzkich – Gorzowa.
Równolegle do linii magistralnych na Śląsku zaczęły powstawać koleje lokalne oraz linia łącząca Szczecin z Kołobrzegiem i Koszalinem. W Górnośląskim Zagłębiu Węglowym w 1857 oddano do użytku pierwszą na terenie Polski w obecnych granicach kolejkę wąskotorową.
W latach 60. XIX wieku powstawały linie łączące duże miasta, które miały wprawdzie połączenia kolejowe, ale połączenia te miały bardzo często wielkie przedłużenia, oraz linie łączące miasta na Warmii i Mazurach. Wśród tych linii kluczową jest łącząca Gdańsk ze Szczecinem. Linia ta wkrótce stała się jedną z najważniejszych linii na Pomorzu, łącząc wiele powiatowych miast i spełniając jednocześnie rolę magistrali oraz linii lokalnej. Poznań uzyskał również znacznie krótsze połączenie z Berlinem przez Frankfurt nad Odrą – było to już trzecie z kolei połączenie Poznania z Berlinem (poprzednie przez Krzyż – Szczecin, a później przez Krzyż – Gorzów).
W latach 70. na Pomorzu i w Wielkopolsce powstało wiele lokalnych odgałęzień linii kolejowych. Budowano także trudne górskie odcinki na Dolnym Śląsku. Powstały również skróty oraz brakujące krótkie odcinki pomiędzy miastami. Widoczne było również odejście kolei od budowy linii typowo towarowych, gdyż te w większości były ukończone, na rzecz budowy linii obsługujących miejscowości turystyczne, głównie górskie.
W Prusach powstało wiele linii dochodzących do przygranicznych miast, które jednak po stronie Królestwa nie zostały wybudowane.
W latach 80. sieć kolejowa w Prusach była już w zasadzie w pełni ukształtowana, budowano głównie krótkie linie lokalne oraz linie na wschodzie, przeważnie wychodzące z węzła olsztyńskiego. W tym czasie następuje za to rozwój kolei wąskotorowych, obsługujących głównie cukrownie oraz częściowo ruch lokalny. Koleje wąskotorowe powstawały głównie wokół dużych miast, takich jak Poznań, Gdańsk, Słupsk.

### Królestwo Polskie

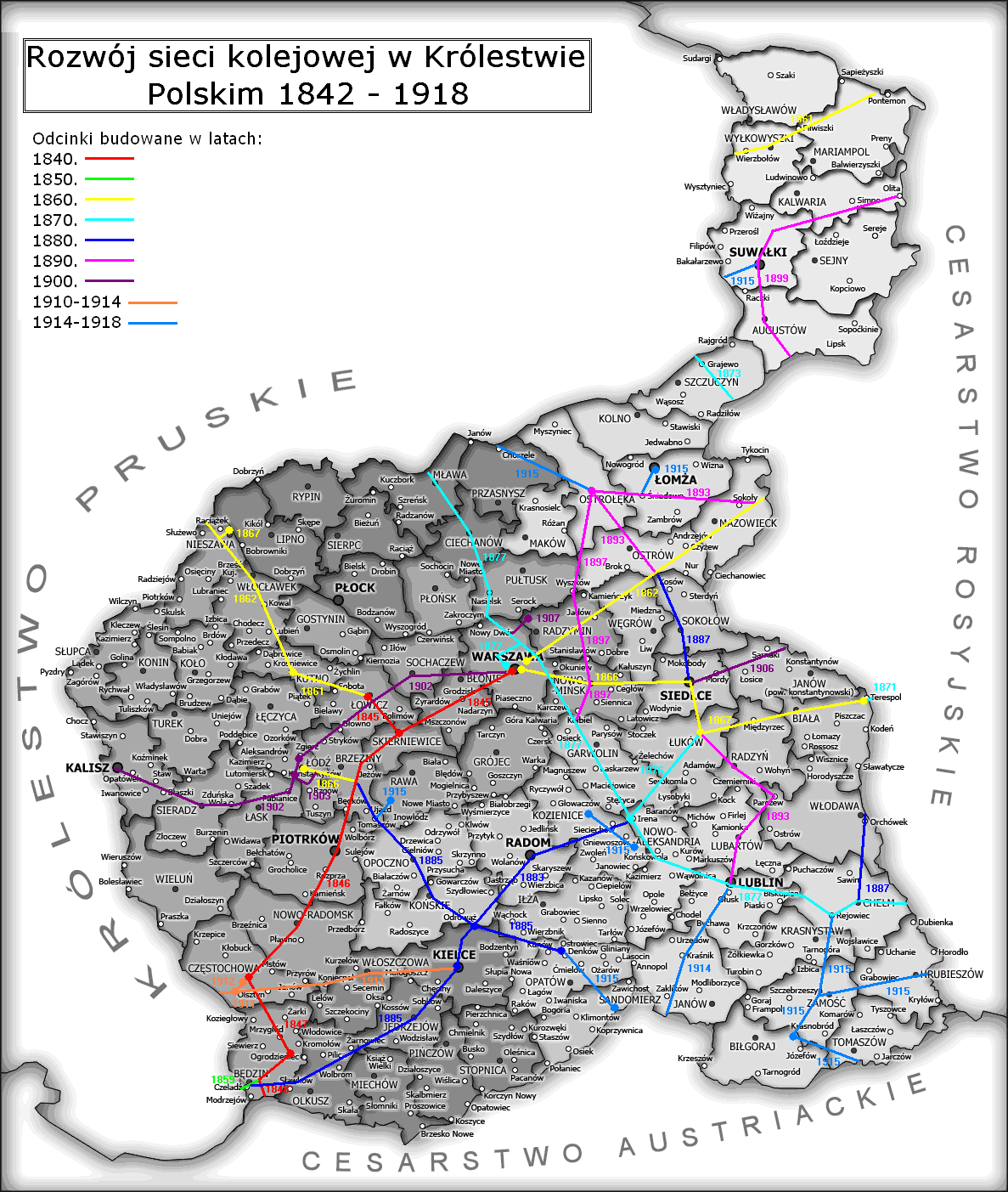
Rozwój sieci kolejowej w Królestwie Polskim w latach 1842–1918

W Królestwie Polskim budowę pierwszej linii kolejowej zainicjowano już w 1835 r., czyli 7 lat przed powstaniem linii, na należącym do lepiej rozwiniętych Prus, Śląsku. Jednakże inwestycję zrealizowano dopiero 15 czerwca 1845, oddając podmiejski odcinek przyszłej linii warszawsko-wiedeńskiej. Linia ta łączyła Warszawę z Grodziskiem Mazowieckim. W 1845 linię przedłużono do Skierniewic i Łowicza. Rok później linia sięgała aż do Częstochowy. Ostatecznie linia warszawsko-wiedeńska została ukończona w 1848 r.
W latach 50. w Królestwie Polskim w zasadzie nie powstawały żadne linie oprócz krótkich odcinków w Zagłębiu Dąbrowskim. Wiodącą strategią było tu hamowanie powstawania kolei na zachód od Wisły. Celem takiej polityki było przygotowanie terenu ubogiego w sieć kolejową, który miał się stać areną spodziewanej wojny Rosji z Prusami.
Na terenie Królestwa Polskiego funkcjonowały też dwa rozstawy szyn: normalny (1435 mm) oraz niekompatybilny w stosunku do ich europejskich odpowiedników rozstaw szerokotorowy (1524 mm).
W latach 60. powstało sporo linii magistralnych łączących Warszawę z sąsiednimi państwami. W 1862 powstały pierwsza linia kolejowa łącząca Rosję z Prusami oraz Kolej Warszawsko-Petersburska łącząca Warszawę z Białymstokiem, Wilnem oraz Sankt Petersburgiem. Linia ta była pierwszą linią kolejową łączącą Królestwo z Rosją. W 1866 powstało odgałęzienie Kolei Warszawsko-Wiedeńskiej łączące Koluszki z Łodzią oraz inne lokalne podwarszawskie trasy. 1867 – otwarcie linii Warszawa – Aleksandrów Kujawski.
W latach 70. w Królestwie Polskim powstało wiele linii kolejowych łączących Królestwo z Rosją. W tym czasie kolej dotarła do Lublina (1877). Rozpoczęto również przebudowę węzła warszawskiego, w którym większość stacji była czołowa, co bardzo utrudniało przejazd przez Warszawę (jazda tendrem do tyłu jest bardzo niewygodna dla załóg parowozów).
W latach 80. XIX wieku w Królestwie powstała ważna linia iwanogrodzko-dąbrowska łącząca Dęblin (wówczas Iwangorod) mostem przez Wisłę z Radomiem, Kielcami oraz Dąbrową Górniczą i Sosnowcem w Zagłębiu. Powstawały też koleje wąskotorowe. Pod koniec lat 80. powstały linie leżące obecnie na Białorusi oraz w woj. podlaskim. Jednakże widać znacznie wolniejsze tempo niż w pozostałych zaborach.

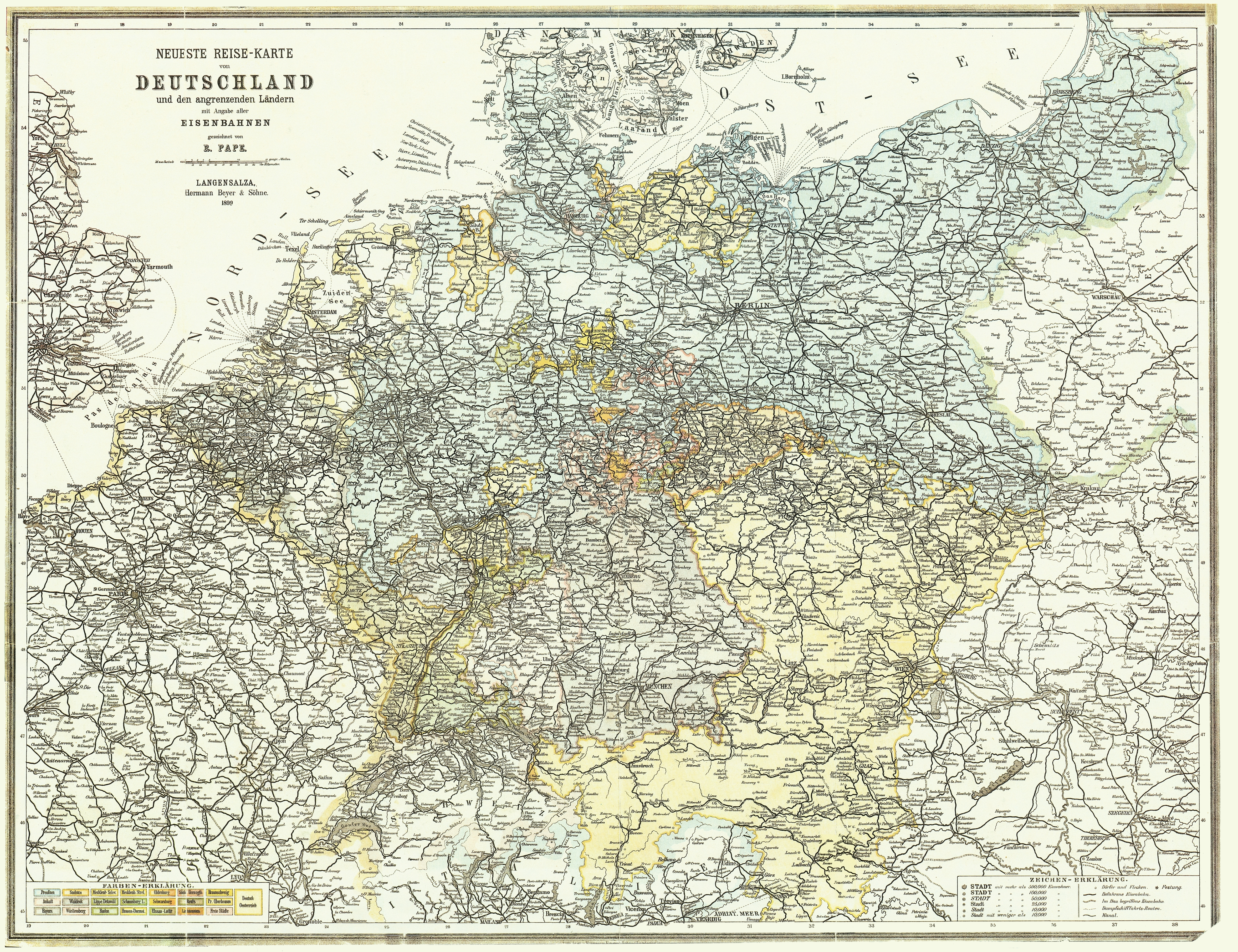
Linie kolejowe w Europie Centralnej w 1899 r.

### Galicja
W Galicji pierwsza linia otwarta została przez Towarzystwo Kolei Krakowsko-Górnośląskiej 13 października 1847, łączyła ona Kraków z Zagłębiem Górnośląskim oraz z Prusami, aczkolwiek jej budowa ruszyła jeszcze za Rzeczypospolitej Krakowskiej w 1845 r. Rok później po ukończeniu linii Warszawsko-Wiedeńskiej powstała linia Kraków – Szczakowa. Linie te były budowane do sprawnej komunikacji w trzech państwach zaborczych, a nie między nimi; z tego powodu najkrótsze połączenie łączące Warszawę z Poznaniem biegło przez Częstochowę, Szczakową (obecnie Jaworzno Szczakowa), Katowice, Oławę, Wrocław, Berlin i Szczecin.
W 1855 r. w Galicji budowano kolejne linie kolejowe głównie łączące Wiedeń z dużymi miastami oraz linie równoleżnikowe, do których należy linia Kraków – Lwów (1856) wraz z późniejszym przedłużeniem do Tarnopola oraz jej odgałęzienia w okolicy węzła krakowskiego: do Wieliczki (1857) i do portu rzecznego w Niepołomicach (1858).
W latach 60. w zaborze austriackim nastąpił wielki zastój w inwestycjach kolejowych. Powstały wówczas głównie linie lokalne oraz krótkie linie łączące Cieszyn oraz Dziedzice z Górnośląskim Zagłębiem Węglowym.
W latach 70. w Galicji powstało bardzo dużo ważnych politycznie linii o dość trudnym przebiegu, przez co linie te, mimo iż spełniały role magistral, wyglądały bardziej jak linie lokalne. Powstały wówczas połączenia Przemyśl – Łupków (1872) i Tarnów – Nowy Sącz – Muszyna (1876). Linie te, w przeciwieństwie do powstałych wcześniej linii równoleżnikowych, przebiegały z południa na północ, spinając Galicję z sąsiednimi krainami.
W latach 80. w Galicji nastąpił natłok inwestycji. Wybudowano w tym okresie głównie linie w około Jasła dla obsługi szybów naftowych oraz krótkie odcinki łączące. Kolej przestała powstawać na potrzeby przemysłu i polityki, zaczęto budować kolej do miejscowości turystycznych oraz łączące powiatowe miasta. Znamiennym był rok 1884, kiedy to powstały połączenia Płaszów – Spytkowice – Oświęcim, Stróże – Jasło – Krosno – Zagórz, Chabówka – Nowy Sącz oraz Żywiec – Sucha Beskidzka (tzw. Galicyjska Kolej Transwersalna). W Krakowie wybudowano pierwszą kolejową obwodnicę miasta, która biegła po obecnych Alejach Trzech Wieszczów (1888).

### 1891–1900
W ostatniej dekadzie XIX wieku w Prusach koleją zaczęły się interesować samorządy lokalne, dzięki nim budowano nowe dworce oraz rozwijano sieci wąskotorowe. Sieć była już rozwinięta na tyle, że później (poza niektórymi liniami spinającymi Polskę po I i II wojnie światowej) nie powstały żadne nowe linie.
W pozostałych zaborach sytuacja miała się podobnie. Jedynie na Suwalszczyźnie powstały nowe linie oraz w Galicji połączono Chabówkę z Zakopanem (1899).
W ciągu prawie 50 lat od powstania pierwszej linii kolejowej na terenie Polski w obecnych granicach pod koniec XIX wieku widać wielkie różnice pomiędzy należącymi do Prus Śląskiem, Pomorzem, Wielkopolską a leżącymi na terenie Rosji Mazowszem i północną Małopolską. Różnice te później zostały częściowo zniwelowane, jednakże wciąż granica prusko-rosyjska jest widoczna w sieci kolejowej Polski; szczególnie, jeśli brane pod uwagę są linie istniejące oraz zlikwidowane.

### 1901–1910
W pierwszej dekadzie XX wieku powstały głównie linie w zaborze rosyjskim. Linie te w przeciwieństwie do zaboru pruskiego i austriackiego nie łączyły małych miast, a biegły od jednego ośrodka do drugiego, powodując czasem konieczność powstania dwóch stacji w mieście oraz powstanie w wielu miastach stacji końcowych oraz linii powodujących konieczność zmiany środka transportu, by móc kontynuować podróż. Dobrym przykładem tego typu jest Łódź, gdzie istniały dwie główne stacje Fabryczna i Kaliska, ale aby przejechać z Dworca Kaliskiego na Fabryczny, trzeba było pokonać bardzo długą trasę Łódź Kaliska – Łowicz – Skierniewice – Koluszki – Łódź Fabryczna. W 1910 r. powstało 22 000 km kolei na ziemiach polskich (w granicach przedwojennych). W roku tym doszło do pierwszej elektryfikacji linii na obecnych terenach Polski – 35 km linii w okolicy Wałbrzycha.

### 1911–1914
Krótko przed pierwszą wojną światową nie powstały żadne ważniejsze połączenia, rozbudowywano głównie koleje lokalne.

### 1914–1918
Podczas I wojny światowej kolej odegrała dość istotną rolę, gdyż ułatwiała znacznie transport zarówno towarów, jak i żołnierzy. Na ziemiach leżących obecnie w Polsce widać było znaczną różnicę pomiędzy budową kolei przez Niemców i Rosjan. Pas przygraniczny po stronie niemieckiej posiadał gęstą sieć kolejową ułatwiającą transport, dodatkowo wyspecjalizowane ekipy niemieckich wojsk kolejowych potrafiły w bardzo krótkim czasie, praktycznie bez wykonywania prac ziemnych, budować prowizoryczne linie kolejowe. Z kolei po stronie rosyjskiej pas graniczny był pozbawiony linii kolejowych, co ułatwiało obronę, ale równocześnie bardzo utrudniało atak i przegrupowanie wojska.
Działania wojenne 1914-18 przyniosły, oprócz zniszczeń, także budowę ad hoc kilku ważnych połączeń kolejowych prowadzących w głąb dawnych ziem rosyjskich, np. linia Ostrowiec Świętokrzyski – Sandomierz, Rozwadów – Lublin. Powstawały też liczne wąskotorowe kolejki polowe: późniejszy wojewódzki Nowogródek był skomunikowany z podstawową siecią kolejową za pomocą linii na torze o rozstawie między szynami 600 mm, powstałej w l. 1916-17.

## Okres międzywojenny (1918–1939)

### 1918–1920

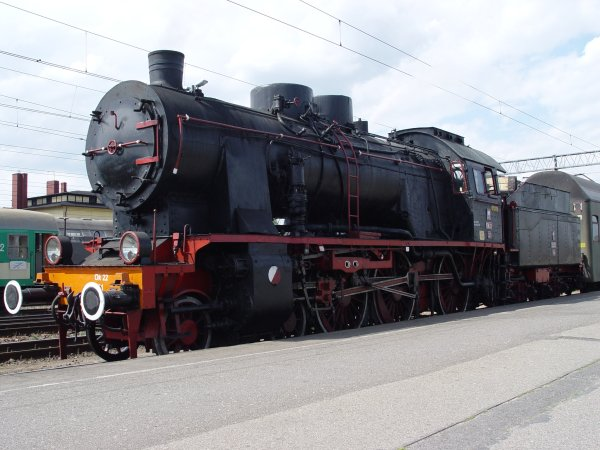
Parowóz Ok22-31

W listopadzie 1918 w wyniku zakończenia I wojny światowej w Europie Środkowej powstały nowe państwa, między innymi Polska oraz Wolne Miasto Gdańsk.
Sieć kolejowa w Polsce musiała być zorganizowana praktycznie od nowa, gdyż w wyniku powstania nowych granic część do tej pory lokalnych linii stała się głównymi, część głównych lokalnymi, a część lokalnych międzynarodowymi. Dodatkowo sieć kolejowa składała się z fragmentów, które miały lepsze połączenie z sąsiednimi państwami niż z Polską. Ponadto istniały odcinki odcięte od reszty kraju.
Bezpośrednio po odzyskaniu przez Polskę niepodległości, rozpoczęto program scalania organizacyjnego trzech różnych systemów kolejowych, które znajdowały się w II RP. Jeszcze w czasie I wojny światowej Rada Regencyjna przekazała nadzór nad kolejami Ministerstwu Przemysłu i Handlu (3 stycznia 1918). W lipcu utworzono Sekcję Kolejową z wydziałami Ogólnym, Eksploatacyjnym i Budowlanym. 26 października 1918 r. Rada Regencyjna powołała do życia Ministerstwo Komunikacji z Sekcją Kolejową. Dnia 8 lutego 1919 utworzone zostało Ministerstwo Kolei Żelaznych, które przejęło zarząd nad kolejami w odradzającym się państwie polskim. W międzyczasie koleją dowożone były posiłki dla Kresów Wschodnich, na których granica nie była jeszcze w całości ustalona. Właśnie koleją posiłki docierały do Lwowa, które przesądziły o jego przynależności do Polski na czas dwudziestolecia międzywojennego.

### 1921–1930

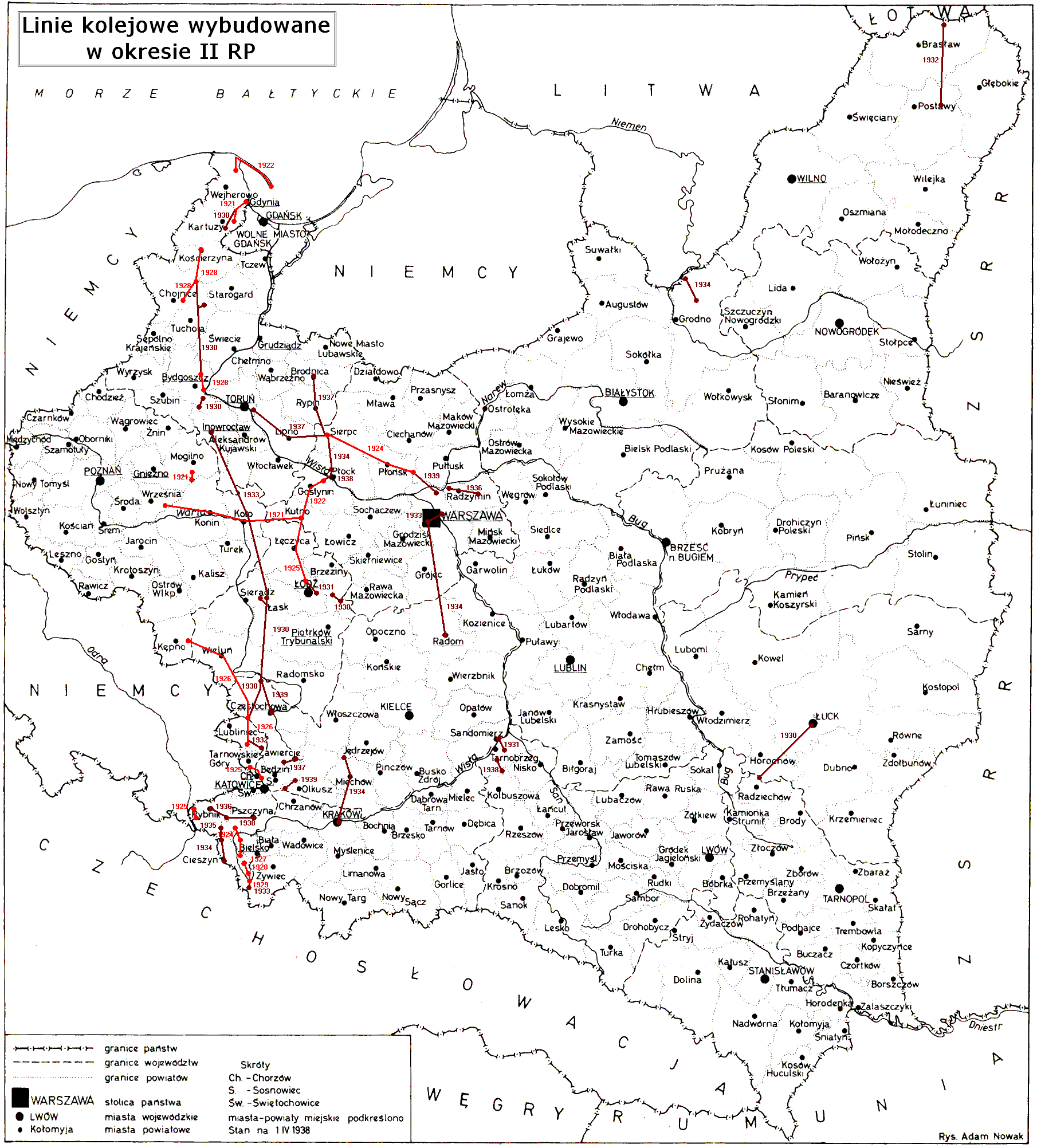
Linie zbudowane w okresie międzywojennym

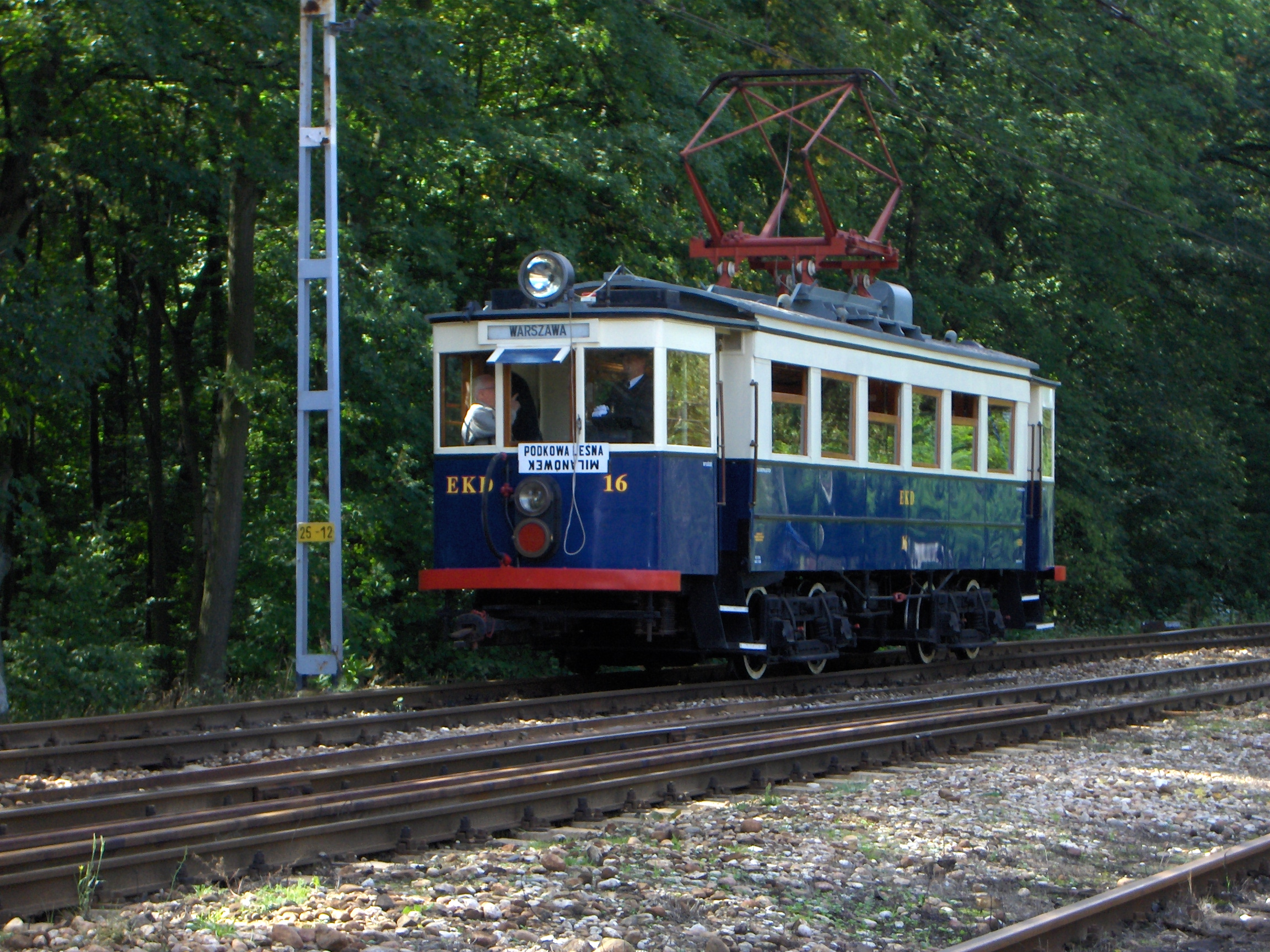
Zabytkowy wagon EN80 w barwach Elektrycznych Kolei Dojazdowych

W 1921 r. Ministerstwo Kolei Żelaznych posiadało 7 departamentów (administracyjny, finansowy, przewozowo-taryfowy, ruchu, budowy i utrzymania kolei, mechaniczny i zasobów, prawno-likwidacyjny) oraz 4 dodatkowe samodzielne wydziały (prezydialny, kontroli ministerialnej, sanitarny oraz biuro organizacyjne). Do tego roku nastąpiło całkowite przejęcie dokumentacji pozaborczej i zestawienie posiadanych stacji oraz linii.
Polska przejęła od:
- Rosji – 7362 km linii,
- Austro-Węgier – 4357 km linii,
- Prus – 4228 km linii[16].

W sumie dawało to 15 947 km dróg żelaznych w 1921 r. Ponadto przejęto 4062 parowozy, ponad 10 tys. wagonów osobowych i ponad 11 tys. wagonów towarowych. W 1921 r. Sejm powołał Państwową Radę Kolejową o charakterze społecznym. W 1922 r. utworzono pierwowzory późniejszych Dyrekcji Okręgowych Kolei Państwowych w postaci Okręgów Dyspozycyjnych. Miały siedziby w następujących miejscowościach (zgodnie z ich numerami): Warszawa, Radom, Wilno, Kraków, Lwów, Stanisławów (zlikwidowany w 1934 r. i terytorialnie włączony pod Lwów), Katowice, Poznań i Gdańsk (od 1932 z siedzibą w Toruniu).
24 września 1926 rozporządzeniem prezydenta Polski, utworzono Polskie Koleje Państwowe na zasadach handlowych. Ustanowienie PKP polegało na prowadzeniu zarządu i eksploatacji kolei, wprowadzono do rejestru handlowego koleje polskie, majątek PKP otrzymał z zarządu Ministerstwa Nieruchomości w użytkowanie wieczyste, przy czym jego właścicielem pozostał Skarb Państwa, zwolniono PKP od podatków, danin i opłat publicznych, przyznano prawo do krótkoterminowych pożyczek, ustalono cenniki za wszelkie usługi kolejowe oraz oddano je w zarząd odpowiedniemu ministrowi, a także powołano do życia DOKP.
W latach 20. XX wieku nastąpiło scalanie systemu kolejowego w Polsce. Już w 1921 połączono Kutno przez Konin ze Strzałkowem, co de facto było połączeniem Warszawy z Poznaniem i pierwszą linią kolejową wybudowaną w niepodległej Polsce. W następnym roku otwarto połączenie Helu z Puckiem, linie Jastrzębie Zdrój – Zebrzydowice – Cieszyn, Pawłowice Śląskie – Chybie – Skoczów i Rybnik – Żory – Pszczyna. W 1923 kolej połączyła Kutno i Zgierz, a do 1937 r. ukończono połączenie Kutna z Płockiem i dalej przez Sierpc do Brodnicy. W 1929 r. ukończono linię do Wisły, w 1930 r. powstała linia Stojanów – Łuck w województwie wołyńskim, dwa lata później odcinek Woropajewo – Druja w województwie wileńskim, w 1934 roku zbudowano linie Warszawa – Radom i Tunel – Kraków, a w kolejnym roku odgałęzienie linii do Druskiennik. Na koniec dekady uruchomiono połączenie kolejowe do Kościerzyny (1928).
W 1927 r. na podwarszawskiej linii EKD uruchomiono pierwsze pociągi elektryczne.
W 1929 r. długość linii kolejowych normalnotorowych w Polsce wynosiła 17230 km, a linii wąskotorowych – ok. 2300 km. Tabor kolejowy liczył w 1929 r. 5270 parowozów, przeszło 11,9 tys. wagonów osobowych i 151 tys. towarowych. W 1928 r. przewieziono w Polsce koleją ok. 175 mln pasażerów i 738 mln ton towarów.

### 1931–1939

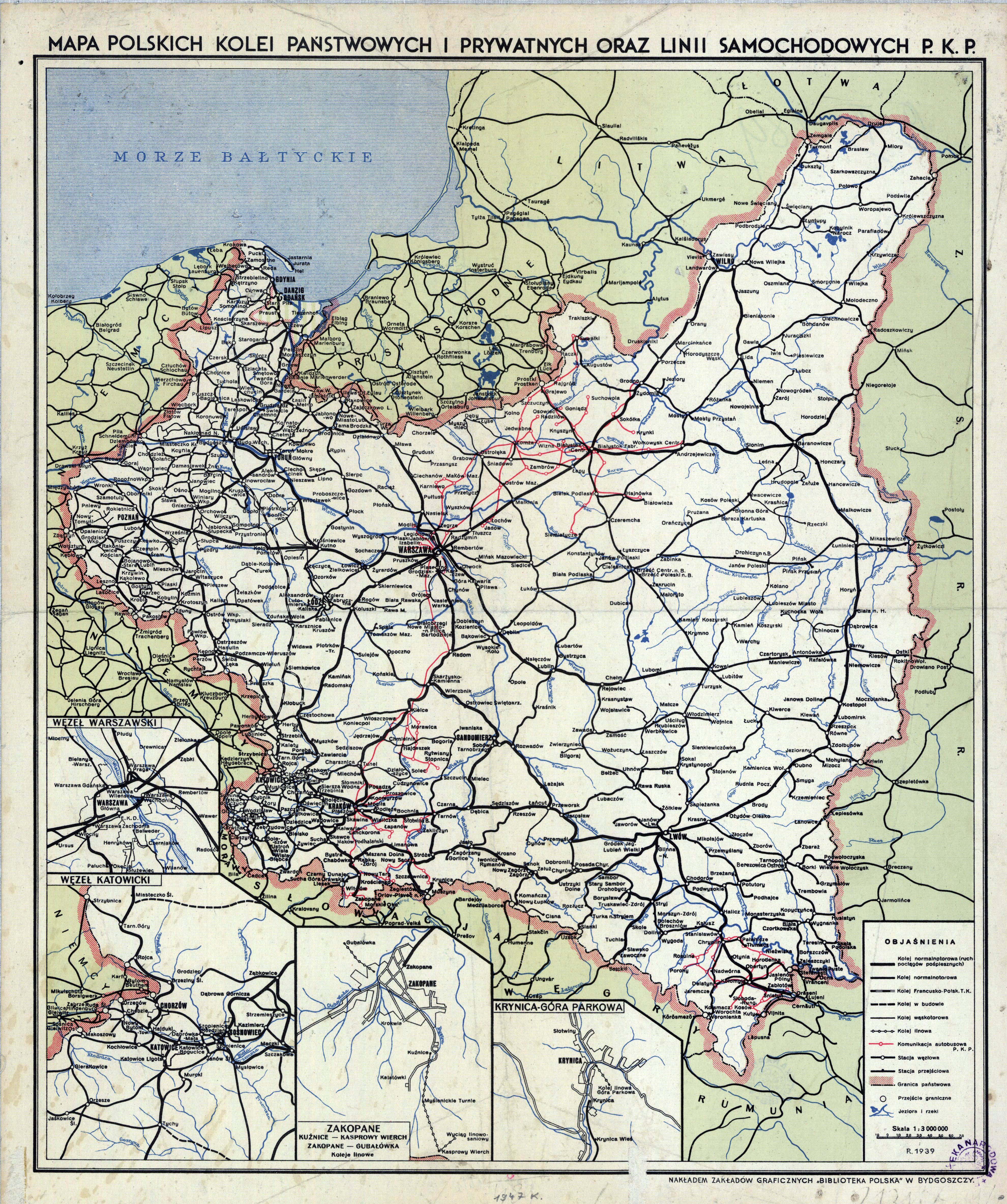
Mapa linii kolejowych w Polsce 1939

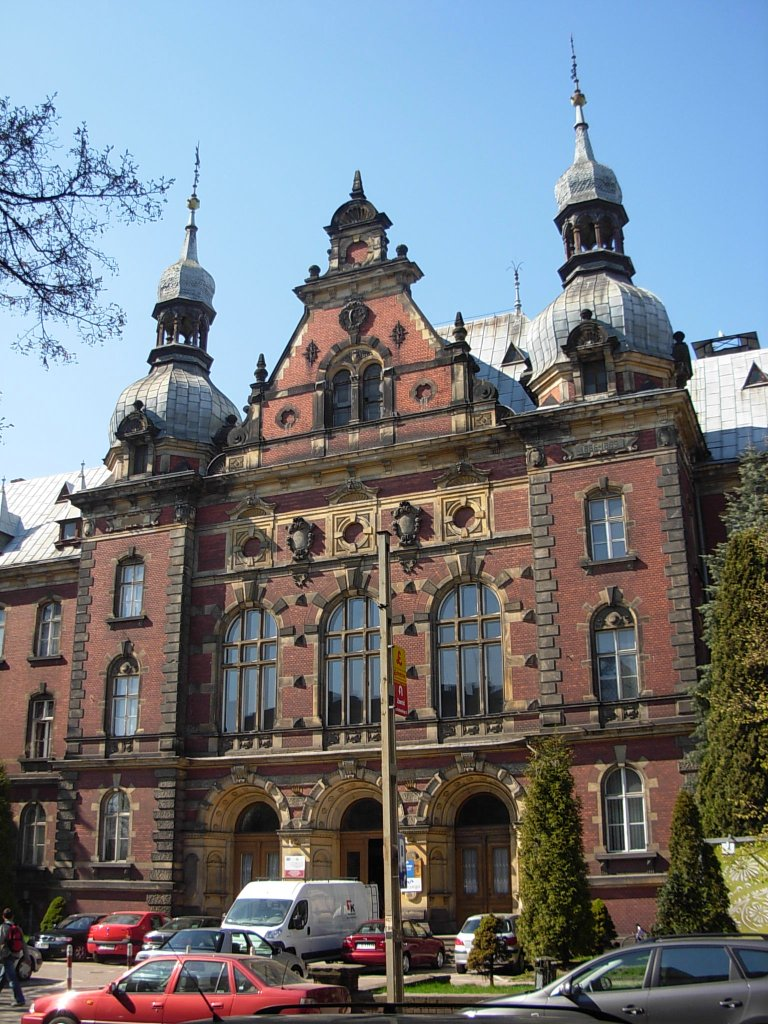
Budynek Dyrekcji Kolei w Bydgoszczy, gdzie od 1936 r. mieścił się Zarząd Kolei Herby-Gdynia, niezależny od struktur okręgowych PKP

W 1930 r. powstało konsorcjum, którego celem było połączenie Śląska z portem w Gdyni z pominięciem Wolnego Miasta Gdańska. Przy pomocy finansowej inwestorów z Francji, rozpoczęto budowę Magistrali Węglowej, którą otwarto w 1933 – liczyła 485 km i zyski z jej eksploatacji miały trafić do budżetu dopiero po 1940. Biegła ona z Herb Nowych przez Zduńską Wolę-Karsznice oraz Bydgoszcz do Gdyni z odgałęzieniem do Częstochowy. W 1934 r. uruchomiono bezpośrednie połączenie Warszawy z Krakowem – po połączeniu Warszawy z Radomiem (25 listopada) i Krakowa z Tunelem (24 listopada). W 1936 r. wyodrębniono samodzielny zarząd Magistrali Węglowej z siedzibą w Bydgoszczy.
Następnie doszło do rozbudowy węzłów kolejowych w Warszawie i Łodzi. Na Kresach Wschodnich powstawały połączenia kolei wąskotorowych, które zapewniały komunikację z nowo powstałymi osadami przemysłowymi (np. Janowa Wola na Wołyniu).
Elektryfikację kolei w Polsce planowano jeszcze przed I wojną światową. Przygotowania do elektryfikacji sieci kolejowej podjęto w 1919 r., gdy powstał organ doradczy ministra kolei żelaznych pn. „Biuro Studiów Elektryfikacji Kolei”. Zgodnie z opracowanym w 1926 r. projektem, pierwszymi celami elektryfikacji miały zostać liczący ok. 400 km linii węzeł warszawski wraz z przyległościami (linie wybiegające z Warszawy na odcinkach dochodzących do najbliższych parowozowni) oraz elektryfikacja całości linii do Łodzi, Katowic, Poznania i Lwowa, które planowano zelektryfikować w trzech etapach:
- elektryfikacja linii średnicowej i linii podmiejskich do Żyrardowa, Otwocka i Mińska Mazowieckiego,
- elektryfikacja wszystkich linii podmiejskich,
- elektryfikacja linii łączących Warszawę z najbliższymi parowozowniami (Warszawa – Piotrków Trybunalski/Łódź Fabryczna, Warszawa – Łowicz, Warszawa – Modlin, Warszawa – Białystok, Warszawa – Siedlce, Warszawa – Dęblin i Warszawa – Radom).

W następnych latach planowano zelektryfikować także linie:
- Warszawa – Kutno – Poznań,
- Warszawa – Częstochowa – Katowice/Szczakowa,
- Katowice – Kraków – Rzeszów – Lwów.

Pomimo wczesnego rozpoczęcia planowania, pierwszy etap elektryfikacji linii kolejowych rozpoczęto dopiero w 1936 roku z inicjatywy prof. Romana Podoskiego. Bezpośrednią przyczyną było oddanie do użytku tunelu średnicowego w Warszawie, w którym trakcja parowa nie zdawała egzaminu. Zdecydowano się na bardzo nowoczesny wówczas i mało rozpowszechniony system prądu stałego 3000 V, który to wybór zatwierdzono w 1921 r. Pierwszy etap elektryfikacji węzła warszawskiego ukończono 15 grudnia 1937 roku, oddając 110 km linii. Realizacja kolejnych etapów stała się niemożliwa z powodu wybuchu II wojny światowej. Łącznie udało się zelektryfikować ok. 149 km linii.
W 1934 r. PKP uruchomiły również przewozy autobusowe pod nazwą Komunikacja Samochodowa P.K.P. Przyznana koncesja obejmowała ok. 2880 km linii. W 1938 r. przewoźnik dysponował 152 autobusami, którymi podróż odbyło 3,74 mln osób.
W 1936 r. długość eksploatacyjna linii kolejowych pod zarządem PKP wynosiła 20,1 tys. km, a całkowita długość linii wynosiła 24 277 km. Tabor kolejowy liczył w 1936 r. 12,7 tys. wagonów osobowych i 164,2 tys. towarowych. W 1936 r. przewieziono w Polsce koleją ok. 138,7 mln osób i 50,7 mln ton towarów.
W 1939 r. długość linii normalnotorowych wynosiła natomiast 18 571 km.

## II wojna światowa (1939–1945)
Po wybuchu wojny kolej przeszła w zarząd III Rzeszy i ZSRR. 19 listopada 1939 doszło do powołania Generalnej Dyrekcji Kolei Wschodniej (Generaldirektion der Ostbahn), która miała siedzibę w stolicy Generalnego Gubernatorstwa – Krakowie.
Na terenach, które wedle paktu Ribbentrop-Mołotow przypadły III Rzeszy, kolejarze zostali w większości wcieleni w struktury kolei niemieckich. Nowych linii nie budowano. W strefie okupowanej przez ZSRR – jedyną inwestycją było przekucie torów na rozstaw 1524 mm. Mimo iż rozpoczęło się ono już w pierwszych dniach po 17 września 1939 r., to nie zostało ukończone do agresji Niemiec na ZSRR, po której z inicjatywy hitlerowców przywrócono szerokość 1435 mm.
Najczarniejszą kartę w historii kolej zapisała, umożliwiając masowe deportacje do obozów zagłady, koncentracyjnych i na zsyłkę.
Do 1944 r. kolej na ziemiach polskich działała jako niemiecka Generalna Dyrekcja Kolei Wschodniej. Była głównie wykorzystywana jako szlak transportu z Niemiec na front wschodni. Na Kresach Wschodnich zdarzały się ataki nacjonalistów ukraińskich na pociągi przewożące Polaków, jednak nie były one zjawiskiem masowym i nie wpłynęły znacząco na sieć kolejową w rozumieniu całościowym.
Wojna przyniosła liczne zniszczenia sieci kolejowej (bombardowania, wysadzenia mostów itp.). Linie kolejowe nieraz kilkakrotnie przekuwano na tor „rosyjski” ze względu na zmiany granic państwowych albo potrzeby logistyczne frontów. Logistyka wojenna spowodowała też inwestycje powiększające przepustowość sieci na kierunku wschód-zachód, w tym rozbudowy węzłów kolejowych (np. w Krakowie, Poznaniu, Łodzi). Po ustaniu działań wojennych na terenach przyłączonych do Polski nastąpiło stopniowe przejęcie sieci Deutsche Reichsbahn przez PKP.
W chwili zakończenia wojny zniszczone było 38% torów, 46% mostów i wiaduktów oraz ponad 72% urządzeń bezpieczeństwa ruchu. W trakcie przesuwania się frontu wschodniego znaczna część torowisk wschód-zachód była przekuwana na szeroki tor pod potrzeby zaopatrzenia Armii Czerwonej. Ponadto część infrastruktury kolejowej wywieziono w głąb ZSRR, do 1948 r. było to ok. 2000 km toru pojedynczego.

## Czasy PRL (1945–1989)

### 1945–1950
Znaczące zmiany przyniósł Manifest PKWN ogłoszony w Moskwie 22 lipca 1944; zakładał on powołanie Resortu Komunikacji, Poczt i Telegrafów, którego siedzibą miał stać się Chełm. W mieście tym istniała infrastruktura z lat 30., którą Polska budowała w ramach planowanych przenosin DOKP z Lublina do Chełma – było to podyktowane tym, że tamtejsza Dyrekcja swoim zasięgiem obejmowała oprócz Lubelszczyzny Wołyń, a Chełm był bliżej środka jej terytorium. 24 lipca 1944 doszło do reaktywowania Lubelskiej Dyrekcji Okręgowej Kolei Państwowych z siedzibą jednak w Lublinie, nie w Chełmie. 1 sierpnia 1944 RKPiT nadała PKP zwierzchnictwo nad kolejami Ziem Odzyskanych. Kolejnymi Dyrekcjami Okręgowymi, w odradzającej się Polsce po II wojnie światowej, były Podlaska z siedzibą w Białymstoku, oraz Rzeszowska ustanowiona na czas wojny. 20 września 1944 utworzono Dyrekcję Warszawską z siedzibą na Pradze. 1 grudnia 1944 Resort Komunikacji, Poczt i Telegrafów przekształcono w Ministerstwo, które od 1 stycznia 1945 zyskało miano Ministerstwa Komunikacji. Od 1 marca 1945 objęło ono siedzibę w Warszawie.
Już 25 stycznia 1945 r. rozpoczęto odbudowę trakcji elektrycznej siłami warszawskiej Dyrekcji Okręgowej Kolei Państwowych, elektrowozowni Warszawa Grochów i oddziału elektrotechnicznego Warszawa Wschodnia. Na początku 1946 r. powołano Dyrekcję Odbudowy Warszawskiego Węzła Kolejowego, której pierwszym zrealizowanym projektem było oddanie 14 lipca 1946 r. do eksploatacji pierwszego, naprawionego ze zniszczeń wojennych, zelektryfikowanego odcinka z Otwocka do Warszawy Wschodniej. Jesienią 1947 r. zostało powołane Biuro Elektryfikacji Kolei i rozpoczęto prace nad elektryfikacją kolei w aglomeracji Trójmiasta, a w 1948 r. podjęto prace projektowe nad elektryfikacją katowickiego węzła kolejowego oraz linii z Warszawy do Katowic. 14 września 1948 r. nastąpiło wznowienie ruchu pociągów elektrycznych na odcinku z Warszawy do Mińska Mazowieckiego.
Lista Dyrekcji Okręgowych Kolei Państwowych została ostatecznie ustalona dnia 29 sierpnia 1946 – zgodnie z uchwałą Rady Ministrów. Powstało 10 dyrekcji (kolejno od 1 są to): Warszawa, Lublin, Kraków, Katowice, Łódź (zlikwidowana z dniem 1 lipca 1958 r. na mocy zarządzenia Ministra Komunikacji z 6 listopada 1957 r.), Wrocław (w 1945 miała siedzibę w Kluczborku), Poznań, Szczecin (tymczasowo z siedzibą w Szczecinku), Gdańsk (do końca sierpnia 1945 r. miała siedzibę w Bydgoszczy) oraz Olsztyn (o numerze 0, do 1945 miała ona siedzibę w Białymstoku, zlikwidowana w 1962).
Na tzw. Ziemiach Odzyskanych Polska przejęła dobrze rozwiniętą sieć kolejową zbudowaną przez Prusaków. Jednak wiele lokalnych linii kolejowych (zwłaszcza na Pomorzu Zachodnim, Warmii i Mazurach) zostało rozebranych przez oddziały Armii Czerwonej. Zdemontowane szyny wywieziono do ZSRR jako zdobycz wojenną. Większości z tych linii nigdy już nie odbudowano.
Koleje na terenach Kresów Wschodnich przypadły Związkowi Radzieckiemu. Tabor został tylko w małej części zwrócony, a w większości przystosowany do szerokiego toru – m.in. w parowozowni w Stanisławowie. Całość torów została przekuta na 1524 mm. Oryginalny rozstaw pozostał tylko na kresowych wąskotorówkach.
Po wojnie do 1948 r. obowiązywały na PKP struktury przedwojenne. Zmieniło się to dnia 28 lipca 1948, kiedy wydano Dekret regulujący podstawy funkcjonowania PKP. Utworzono Dyrekcję Generalną Kolei Państwowych (zaczęła funkcjonować od dnia 1 lipca 1948, ale prawnie została powołana później). Na jej czele stał Dyrektor Generalny odpowiedzialny bezpośrednio przed Ministrem Komunikacji.
18 marca 1949 zatwierdzony został nowy Statut PKP. Dyrektor Generalny zarządzać miał spółką przy pomocy czterech Dyrekcji Naczelnych: ekonomicznej, eksploatacyjnej, administracyjno-finansowej i osobowo-handlowej. Do tego dochodziło 10 Dyrekcji Okręgowych. Organami przy Dyrektorze Generalnym były Dyrekcje Okręgowe oraz Narada Dyrektorów z czterech Dyrekcji Naczelnych. Dyrektorowi Generalnemu podlegały również:
- Centralne Biuro Taryf i Rozrachunków PKP z siedzibą w Bydgoszczy,
- Centralne Biuro Statystyki PKP z siedzibą w Warszawie,
- Centralne Biuro Węglowe w Bytomiu,
- Biuro Elektryfikacji PKP w Warszawie,
- Dyrektor Obwodowy Warszawskiego Węzła Kolejowego.

Bez zmian pozostała 4-stopniowa struktura PKP, która wywodziła się jeszcze z czasów zaborów (konkretnie z Rosji Carskiej). Szczeblami tymi były:
- Dyrekcja Generalna Kolei Państwowych z Dyrektorem Generalnym i Dyrektorami Naczelnymi,
- Dyrekcje Okręgowe Kolei Państwowych z Dyrektorami mianowanymi przez Ministerstwo Komunikacji oraz wydziały, biura i naczelnicy,
- Oddziały Kolei Państwowych – naczelnicy,
- jednostki wykonawcze.

W okresie tym na Ziemiach Odzyskanych doszło do rabunkowej rozbiórki infrastruktury kolejowej – w szczególności do 1947 r., kiedy to ZSRR przekazał pełne zwierzchnictwo nad tymi terenami polskiej władzy ludowej. Dobrym przykładem linii zdewastowanej przez Sowietów jest linia kolejowa do Szklarskiej Poręby, której słupy trakcyjne stoją na linii wychodzącej z Moskwy w stronę Kijowa.

### 1951–1960
Dyrekcje Generalne nie działały w Polsce zbyt długo. Zostały zlikwidowane już 26 lutego 1951, w półtora roku po ich utworzeniu. Utworzono Ministerstwo Kolei z siedzibą w Warszawie (ul. T. Chałubińskiego 4/6). De facto było to tylko podniesienie Dyrekcji Generalnej do rangi ministerstwa, ale zabieg ten skutecznie wymusił zmiany personalne na szczeblu zarządzającym kolejami.
W planie 6-letnim poza elektryfikacją linii Warszawa – Katowice założono elektryfikację linii Koluszki – Łódź i Wejherowo – Pruszcz oraz linii węzła warszawskiego. Ostatecznie do końca 1955 r. oddano do użytku linię ze Skierniewic przez Koluszki do Łodzi Fabrycznej, linię z Gdańska do Gdyni Głównej, Warszawa Włochy – Błonie, Warszawa Wileńska – Zielonka – Wołomin – Tłuszcz, Warszawa Rembertów – Zielonka, Warszawa Odolany – Gołąbki – Pruszków. Łącznie zelektryfikowano 410 km linii, nie ukończono natomiast w terminie linii Warszawa – Katowice, bowiem dopiero 3 czerwca 1956 oddano do użytku trasę z Warszawy do Łaz o długości 281 km, a rok później doprowadzono sieć trakcyjną do Katowic i Gliwic.
Po Październiku 1956 r. zaszły duże zmiany w strukturze kolei, począwszy od zmian regulaminów, przepisów, umundurowania, nazewnictwa dystynkcji kolejowych i oznaczeń stanowisk służbowych po bilety.
22 marca 1957 ponownie utworzono Ministerstwo Komunikacji, ale bez zwierzchnictwa nad PKP. Do 1958 dokonywano stopniowych restrukturyzacji na tym szczeblu.
Pozytywne doświadczenia elektryfikacji przyczyniły się do wydania decyzji ministra komunikacji o zaniechaniu od 1957 zakupu lokomotyw parowych dla PKP. W 1958 PKP zakupiły dwa pociągi elektryczne ED70 produkcji NRD celem przeznaczenia na trasę Warszawa – Katowice z prędkością 135 km/h, a więc po raz pierwszy szybciej niż jakikolwiek parowóz.
W roku 1960 uchwalono Ustawę o Kolejach z rozdziałem pt. „Przedsiębiorstwo PKP”. PKP stawało się przedsiębiorstwem specjalnym osłanianym przez państwo. Jeden z zapisów bezpośrednio mówił o tym, iż PKP nie może upaść. Są to również pierwsze lata likwidacji kolei wąskotorowych. Nowe inwestycje kolejowe były nieliczne i dotyczyły krótkich odcinków i bocznic przyzakładowych.
Do 1951 r. wybudowana została linia do Krystynopola, jednak po zmianie granicy z ZSRR w tymże roku znalazła się ona poza Polską. W zamian do Polski włączono Ustrzyki Dolne z częścią linii w kierunku Chyrowa.

### 1961–1970
W tych latach działalność PKP skupiała się głównie na dalszej elektryfikacji linii kolejowych w Polsce. W 1961 roku w celu kształcenia kadr powstał Zespół Szkół Zawodowych PKP w Tarnowskich Górach. Do nowych inwestycji należała budowa linii kolejowej łączącej Rzeszów z Tarnobrzegiem, ukończona w 1971 roku.

### 1971–1980

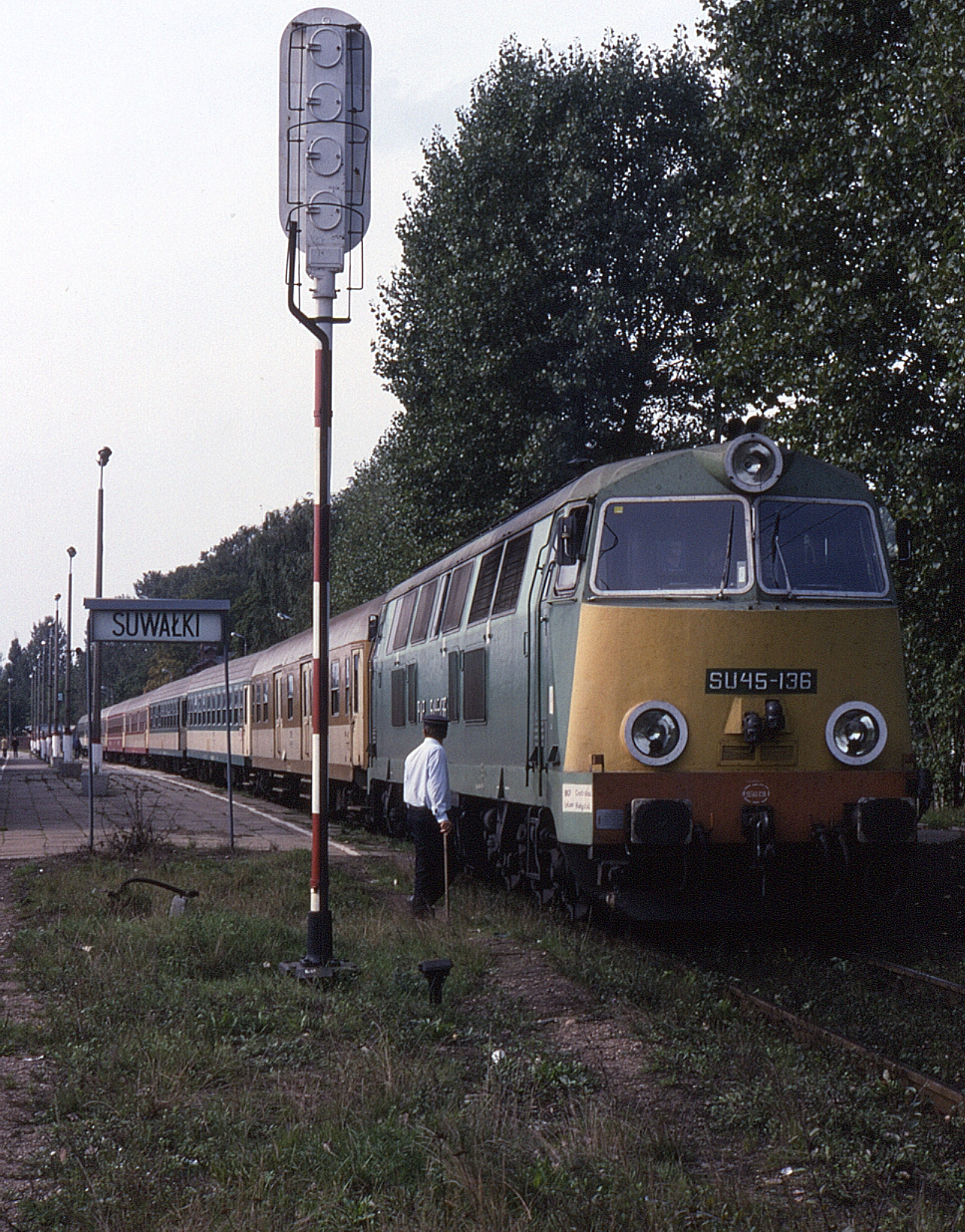
Polska uniwersalna lokomotywa spalinowa SU45, która została skonstruowana w 1966, była jedną z najpopularniejszych lokomotyw w czasach PRL.

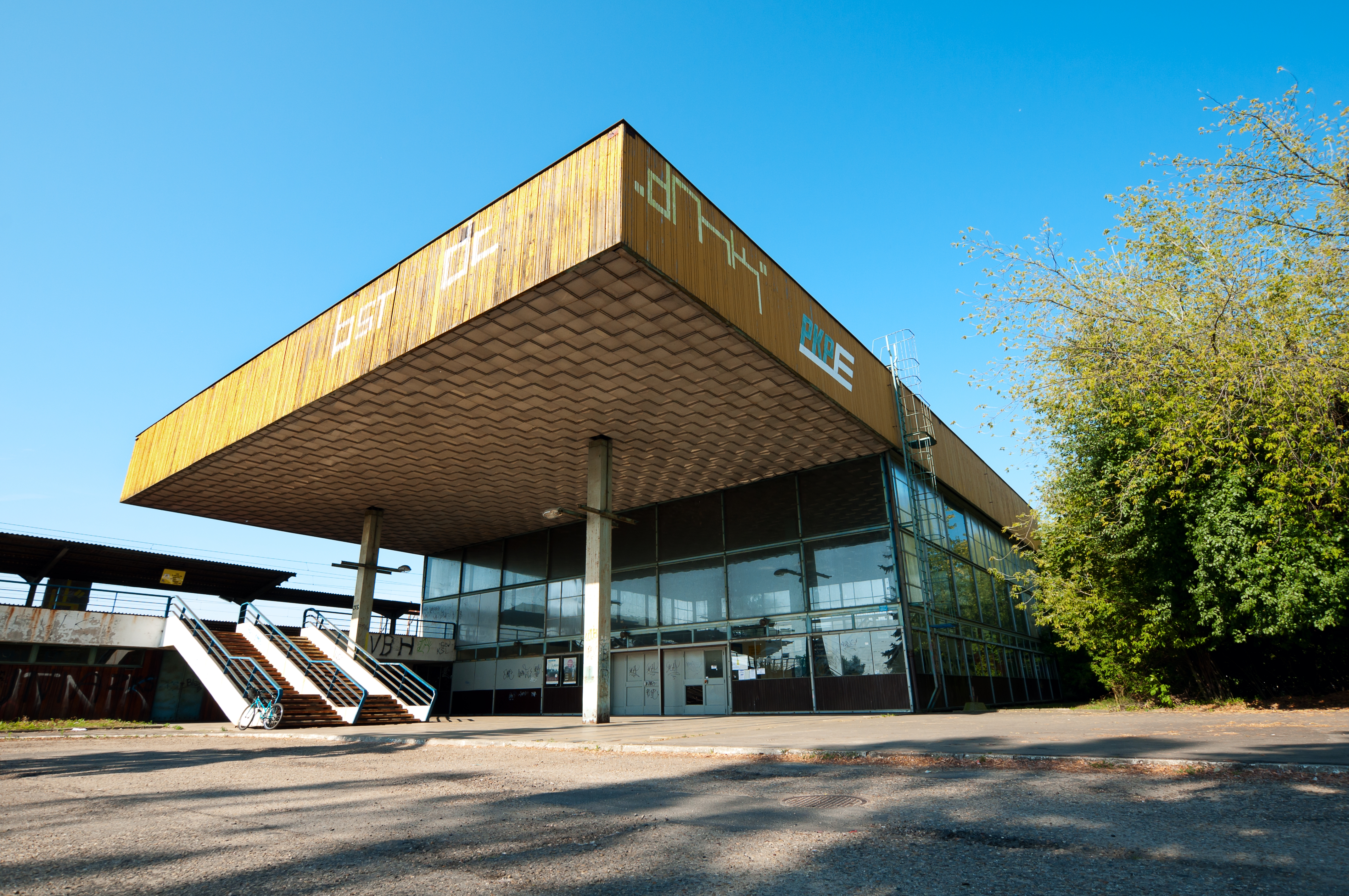
Dekada lat 70. XX wieku przyniosła w Polsce wielkie inwestycje kolejowe w tym podniesienie prędkości do 130 km/h (w 1972 na trasie Warszawa-Poznań) oraz budowę nowych dworców kolejowych w stylu zachodnioeuropejskiego modernizmu takich jak Katowice, Warszawa Centralna oraz Tarnów Mościce (fot.), a także zaprojektowano w 1977 najszybszy polski elektrowóz XX wieku EP09, który osiągał 160 km/h i wszedł do służby po dziesięciu latach.

Lata siedemdziesiąte XX wieku przyniosły dwie wielkie inwestycje kolejowe, jedyne za czasów PRL-u. W 1974 r. ruszyła budowa Centralnej Magistrali Kolejowej (CMK). Miała ona łączyć Śląsk z Gdańskiem przez Warszawę, lecz udało się wybudować tylko jej połowę – od Zawiercia do Grodziska Mazowieckiego. Ma ona parametry geometryczne, które pozwalają prowadzić ruch z prędkością powyżej 200 km/h. Przykładowo – łuki poziome mają promień 4000 m, to jest o 250 m więcej niż torowiska francuskiego TGV. To na tej linii został pobity polski rekord prędkości (293 km/h – Pendolino, 24 listopada 2013 r.), który jest także rekordem prędkości kolejowej dla całej Europy Środkowo-Wschodniej. Linia została ukończona w 1977 r.
Drugą inwestycją dekady była Linia Hutniczo-Siarkowa (LHS), która powstawała w latach 1975–1979. Jest to linia szerokotorowa o rozstawie 1520 mm – takim, jaki mają koleje na obszarze byłego ZSRR. Jest najdalej na zachód wysuniętą linią szerokotorową. Do dzisiejszego dnia prowadzone są na niej przewozy towarowe (w latach 90. również pasażerskie). Biegnie przez 391 km z Izowa na Ukrainie do Sławkowa w Zagłębiu Dąbrowskim.
W latach 1970. i 1980. prowadzono także intensywne prace przy elektryfikacji, m.in. linii Poznań – Szczecin – Świnoujście, Poznań – Zbąszynek – Rzepin, Łuków – Biała Podlaska – Terespol, Zgierz – Kutno, Herby – Wieluń – Kępno, Wrocław – Zielona Góra – Rzepin – Szczecin, Bydgoszcz – Toruń – Kutno, Tczew – Malbork – Iława – Działdowo – Nasielsk, Wrocław – Legnica – Węgliniec – Lubań Śląski – Jelenia Góra, Warszawa – Białystok – Kuźnica Białostocka, Tarnów – Nowy Sącz – Muszyna/Krynica i Przeworsk – Rozwadów. W sumie sieć zelektryfikowanych linii kolejowych liczyła w 1981 r. 7000 km, a w 1990 już 10 000 km. Po 1990 roku zelektryfikowano jedynie linie Wrocław – Kłodzko – Międzylesie i Elbląg – Olsztyn.
Lata 70. to także czas zmian strukturalnych na kolei. 1 stycznia 1974 Dyrekcja Generalna PKP została wydzielona z Ministerstwa Komunikacji z Dyrektorem Komunikacji na swoim czele. Już w następnym roku rozpoczęła się kolejna restrukturyzacja PKP. Zlikwidowane zostały oddziały ruchowe. W ich miejsce powołane zostały Dyrekcje Rejonowe PKP. Zwiększyło to liczbę dyrektorów w PKP. Niektóre oddziały pozostały także pozostawione jako jednostki pozadyrekcyjne.

### 1981–1989
W lipcu 1982 do PKP zostały włączone przedsiębiorstwa zaplecza. W roku następnym doszło do likwidacji Dyrekcji Generalnych Kolei Państwowych. Utworzone zostały następujące jednostki strukturalne:
- Rejony Przewozów Kolejowych – służby i ruchu,
- Oddziały – Drogowe, Budynków i Automatyki.

23 października 1987 zwierzchnictwo nad PKP przejęło nowo utworzone Ministerstwo Transportu, Żeglugi i Łączności. Jednak już w dwa lata później (1 grudnia 1989) podzielono je na dwa różne resorty:
- Ministerstwo Transportu i Gospodarki Morskiej,
- Ministerstwo Łączności.

## Po 1989
M.in. z powodu licznych błędów w zarządzaniu, planowaniu rozkładów jazdy, korupcji oraz rozkradania jej majątku kolej jako środek transportu pasażerskiego traciła udział w rynku, co doprowadziło do znacznego zadłużenia spółek kolejowych oraz dalszej redukcji sieci kolejowej.

### 1990–1999
Podjęte przez Dyrekcji Generalną PKP w 1988 roku przygotowania jubileuszu 150-lecia transportu kolejowego na ziemiach polskich zaowocowały pierwszą od czasu reaktywacji Muzeum Kolejnictwa w Warszawie (1972 rok) próbą uregulowania spraw związanych z ochroną zabytków kolejnictwa. Władze generalne PKP zdecydowały o przekształceniu czterech lokomotywowni (Ełk, Jaworzyna Śląska, Kłodzko i Wolsztyn) w czynne skanseny wygaszanej wówczas trakcji parowej. Placówki miały być zorganizowane na kształt istniejących już skansenów kolei wąskotorowych w Wenecji koło Żnina, Sochaczewie i Gryficach oraz istniejących placówek zagranicznych. Na wniosek Pomorskiego Towarzystwa Miłośników Kolei Żelaznych Park Tradycji Północnej DOKP zamiast w Elblągu władze PKP zlokalizowały w Kościerzynie, mając na względzie utrzymanie miejsc pracy w miejscowym zapleczu. Z koncepcji utworzenia skansenu w Kłodzku, pod wpływem trudności gospodarczych w kraju po transformacji systemowej zrezygnowano.
Dodatkowo w strukturach PKP powstały skanseny w Chabówce i Zduńskiej Woli. Po przemianach ustrojowych przełomu lat 80. i 90. organizacje pozarządowe w latach 90. XX w. zorganizowały skanseny w Skierniewicach i Pyskowicach.
Przemiany ustrojowe w Polsce na początku lat 90. XX wieku doprowadziły do poważniejszych zmian niż nazewnictwo szczebli organizacyjnych czy ministerstw odpowiedzialnych za kolej. Pierwszym motorem napędowym do zmian była „Dyrektywa Rady EWG z 29 lipca 1991 w sprawie rozwoju kolei wspólnotowych” (Dz.U. L 237 z 24 sierpnia 1991). Zakładała ona płaszczyzny integracji systemów kolejowych w krajach Wspólnoty i kandydatów do niej. Zakładała podział przedsiębiorstw kolejowych na zarządców infrastruktury i przewoźników, którzy będą odpłatnie korzystać z sieci utrzymywanej przez zarządcę. Równocześnie przenosiła odpowiedzialność za infrastrukturę kolejową na władze państwowe. Promowała transport intermodalny i zakładała kontrolę finansowania kolei.
W 1991 PKP przekształcono w spółkę o statusie przedsiębiorstwa państwowego. Wydzielono z PKP zakłady budownictwa, produkcyjne i naprawcze zaplecza kolejowego, tworząc z nich odrębne przedsiębiorstwa państwowe. Zlikwidowano RPK i na ich miejsce powołano do życia 102 Stacje Rejonowe (rejonowe Oddziały Stacyjne). W strukturze organizacyjnej PKP utworzono piony sprzedaży usług pasażerskich i towarowych, co stanowiło wyjście do potencjalnego klienta. Na koniec powołano agencje celne i eksploatacyjne.
6 lipca 1995 weszła w życie ustawa o przedsiębiorstwie państwowym PKP. Sejm utworzył Radę PKP i Zarząd PKP. Ustalono, iż misją kolei w Polsce jest świadczenie usług przewozowych zgodnie z życzeniami klientów.

Od początku 1997 tworzone były Sektory i Piony Działalności PKP, które przejmowały zadania dotychczas realizowane przez DOKP. Zakończyły one swoje formowanie przed końcem 1999.
27 czerwca 1997 Sejm uchwalił ustawę (pierwszą) o transporcie kolejowym. Przewidywała ona zniesienie DOKP z dniem 30 czerwca 1998. Powstały Sektory:
- Trakcji i Zaplecza Warsztatowego,
- Infrastruktury Kolejowej,
- Przewozów Pasażerskich,
- Przewozów Towarowych;

a także piony:
- nieruchomości,
- elektroenergetyki,
- energetyki,
- służb zarządzania etatami.

Każdy z pionów posiadał swoją dyrekcję i zakłady wykonawcze.
Pomimo likwidacji DOKP, ich dawne tereny dalej stanowiły swoiste jednostki podziału terytorialnego PKP. Dopiero 31 grudnia 1998 ostatecznie zlikwidowano DOKP wraz ze wszystkimi po nich pozostałościami.
1 września 1999 przyniósł wyodrębnienie się Sektora Cargo z Sektora Przewozów Towarowych i Sektora Trakcji i Zaplecza Warsztatowego.

### Od 2000

Struktura maksymalnych prędkości sieci kolejowej w Polsce od 2003 r.

8 września 2000 roku weszła w życie ustawa o komercjalizacji, restrukturyzacji i prywatyzacji PKP. Zakładała ona, iż od 1 stycznia następnego roku PKP będzie działać jako spółka akcyjna, której jedynym akcjonariuszem jest Skarb Państwa. Powstała spółka pod firmą „Polskie Koleje Państwowe Spółka Akcyjna”.
Następnym krokiem było stopniowe dzielenie się PKP na mniejsze spółki przewoźników i zaplecza technicznego. I tak 1 lipca 2001 roku powstały:
- Linia Hutnicza Szerokotorowa Sp. z o.o. z siedzibą w Zamościu,
- PKP Warszawska Kolej Dojazdowa z siedzibą w Grodzisku Mazowieckim,
- PKP Szybka Kolej Miejska z siedzibą w Gdyni,
- Centrum Szkolenia w Warszawie,
- pierwsze przedsiębiorstwo remontowe we Wrocławiu.

W następnej turze podziałów utworzone zostały 1 września 2001:
- PKP InterCity SA (do 1 stycznia 2008 Sp. z o.o.) z siedzibą w Warszawie,
- Farmacja Kolejowa w Warszawie,
- Ferpol,
- cztery kolejne spółki remontowe (m.in. Gdańsk, Poznań, Warszawa).

Jako ostatnie, w trzeciej turze, powstały z dniem 1 października 2001:
- PKP Polskie Linie Kolejowe SA z siedzibą w Warszawie – odpowiedzialne za infrastrukturę i jej utrzymanie,
- PKP Cargo Sp. z o.o. z siedzibą w Katowicach,
- PKP Przewozy Regionalne Sp. z o.o. z siedzibą w Warszawie,
- PKP Energetyka Sp. z o.o. w Warszawie,
- PKP Informatyka Sp. z o.o. w Warszawie,
- TK Telekom z siedzibą w Warszawie,
- ostatnie sześć spółek zaplecza (Kraków, Radom, Kielce, Gorzów Wielkopolski, Kluczbork i Szczecin).

XXI wiek przyniósł na kolei zmiany strukturalne, ale nie zapobiegło to likwidowaniu linii kolejowych. W pierwszej dekadzie nowego wieku Polska sieć kolejowa skrócona została z 23 000 km do 19 000 km linii kolejowych. Zlikwidowane linie kolejowe pokazuje kolejowa mapa wstydu.
W drugiej dekadzie XXI wieku nastąpiła intensyfikacja inwestycji w remonty i poprawę stanu infrastruktury kolejowej, co pozwoliło na zwiększenie prędkości jazdy pociągów i tym samym skrócenie czasu przejazdu pociągów. Największe zwiększenie prędkości pociągów nastąpiło w grudniu 2014 roku (na 2699 km sieci), w tym samym czasie oddano do użytku także pierwsze odcinki zmodernizowanych linii kolejowych dostosowanych do prędkości wyższej niż 160 km/h (200 km/h w ruchu planowym na linii CMK).
| Rozkład jazdy               | 2014/15 | 2015/16 | 2016/17 |
| --------------------------- | ------- | ------- | ------- |
| Podniesienie prędkości (km) | 2699    | 2518    | 2268    |
| w tym inwestycje            | 1714    | 1000    | 719     |
| w tym prace utrzymaniowe    | 985     | 1518    | 1549    |
| Obniżenie prędkości (km)    | 586     | 615     | 663     |

## Ważniejsi producenci taboru
- Lilpop, Rau i Loewenstein (Warszawa) – istniała do 1944; wagony i tramwaje;
- L. Zieleniewski (Sanok) – wagony, tramwaje, do 1945; 1921–1927 nowa fabryka w Ostrowie Wlkp.;
- HCP (Poznań) – wagony, parowozy, spalinowozy, elektrowozy;
- Fablok (Chrzanów), zał. 1921 – parowozy, spalinowozy
- Pafawag (Wrocław) – elektrowozy, wagony;
- Konstal (Chorzów) – po 1945 tramwaje;
- PESA (Bydgoszcz) – zał. 1851, producent składów kolejowych motorowych i elektrycznych oraz tramwajów
- Newag (Nowy Sącz) – zał. 1876, modernizacja i produkcja taboru szynowego, zarówno spalinowego, jak i elektrycznego oraz metra i tramwajów

## Długość linii kolejowych
- 1920 – 13 763 km[46]
- 1937 – około 18 tys. km[47]
- 1950 – 26 312 km[46]
- 1975 – 23 773 km[46]
- 1988 – 24 309 km[46]
- 2016 – 19 214 km[48]
- 2022 – 19 393 km[49]

## Elektryfikacja linii kolejowych
| Rok     | Długość | % sieci |
| ------- | ------- | ------- |
| 1938 r. | 106 km  | 0,5     |
| 1950 r. | 156 km  | 0,7     |
| 1955 r. | 477 km  | 2,1     |
| 1960 r. | 1026 km | 3,8     |
| 1965 r. | 2227 km | 8,3     |
| 1970 r. | 3872 km | 16,7    |
| 1975 r. | 5588 km | 23,5    |
| 1980 r. | 6868 km | 28,1    |
| 1981 r. | 7091 km | 29,1    |